# Wiskundige
Een wiskundige, ook mathemaat of mathematicus, is een geleerde die de wiskunde beoefent.

## Beroemde wiskundigen uit de Lage Landen

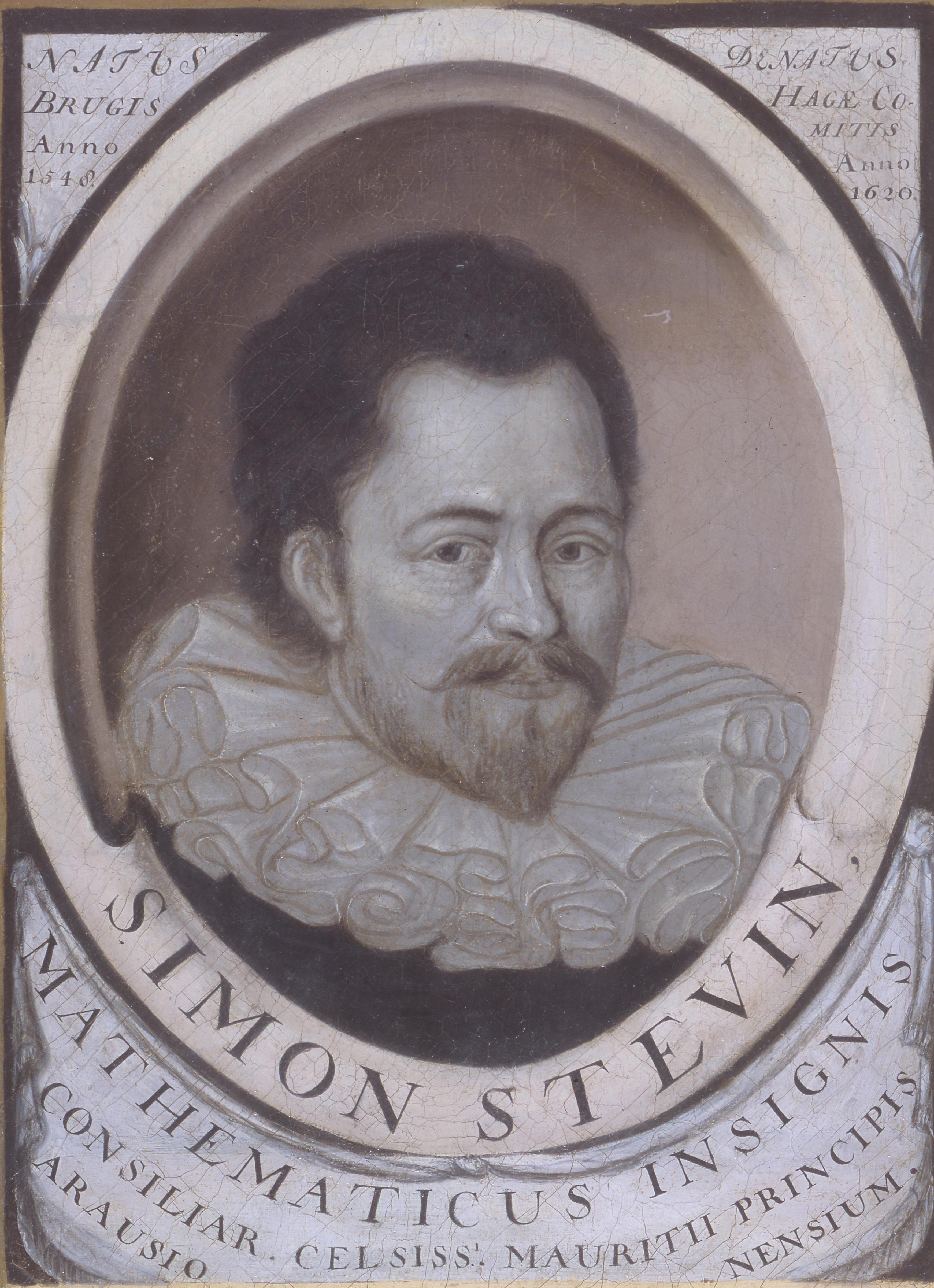
Simon Stevin mathematicus insignis, vert. beroemde wiskundige; anonieme Nederlandse graveur, 17de eeuw. Icones Leydenses 40, Universiteit Leiden.

- Adriaen Anthonisz, Frankrijk-Nederland 1543-1620
- Simon Stevin, België-Nederland 1548-1620
- Adriaan van Roomen, België 1561-1615
- Isaac Beeckman, Nederland 1588-1637
- René Descartes, Frankrijk 1596-1650, woonde en werkte van 1628 tot 1648 in de Republiek der Zeven Verenigde Nederlanden
- Dirck Rembrantsz van Nierop, Nederland 1610-1682
- Frans van Schooten, Nederland 1615-1660
- Johan de Witt, Nederland 1625-1672
- Johannes Hudde, Nederland 1628-1704
- Christiaan Huygens, Nederland 1629-1695
- Isaac Haringhuysen, Nederland 1640-1692
- Andreas van Luchtenburg, Nederland 1643-1709
- Pieter Rembrantsz van Nierop, Nederland 1658-1708
- Johann Bernoulli, Zwitserland 1667-1748, van 1695-1705 hoogleraar in Groningen
- Symon van de Moolen, Nederland 1658-1741
- Govaert Maartensz Oostwoud, Nederland 1671-1723
- Daniel Bernoulli, Nederland-Zwitserland 1700-1782, zoon van Johan Bernoulli
- Jacob Oostwoud, Nederland 1714-1784
- Jacob Florijn, Nederland 1751-1818
- Adolphe Quetelet, België 1796-1874
- Thomas Joannes Stieltjes jr., Nederland 1856-1894
- Charles-Jean de La Vallée Poussin België, 1866-1962
- Pieter Wijdenes, Nederland 1872-1972
- Frederik Schuh, Nederland 1875-1966
- Luitzen Egbertus Jan Brouwer, Nederland 1881-1966
- Dirk Jan Struik, Nederland 1894-2000
- Oene Bottema, Nederland 1901-1992
- Nicolaas Govert de Bruijn, Nederland 1918-2012
- Georges Papy, België 1920-2011
- Jacques Tits, België 1930-2021
- Floris Takens, Nederland 1940-2010
- Pierre Deligne, België 1944
- Jean Bourgain, België 1954-2018
- Ingrid Daubechies, België 1954
- Stefaan Vaes, België 1976

## Internationaal
- Lijst van wiskundigen